# Xã Jackson, Quận Brown, Indiana
Xã Jackson (tiếng Anh: Jackson Township) là một xã thuộc quận Brown, tiểu bang Indiana, Hoa Kỳ. Năm 2010, dân số của xã này là 4.002 người.